# تابستان زیبا
تابستان زیبا (ایتالیایی: La bellissima estate) که با نام تابستان به‌یادماندنی هم شناخته می‌شود، یک فیلم ملودرام ایتالیایی به کارگردانی سرجو مارتینو است که در سال ۱۹۷۴ منتشر شد.

## بازیگران
- زنتا برگر
- جان ریچاردسن
- لینو توفولو
- کاترینا بوراتو
- رنتسو مارینیانو